# Eryngium horridum
Синеголовник страшный (лат. Eryngium horridum) — многолетнее травянистое растение с сильно ветвистым стеблем достигающим 2,4 метра в высоту. Корни прорастают до 5 метров в длину. Листья в прикорневой розетке, длинные, линейно-шиловидные, острые, как у ананаса, равномерно оторочены парными мягкими нитевидными шипами. Цветки зелёные и белые собраны в шаровидные, иногда яйцевидные или полусферические пучки на вершинах стеблей размером 8-14 × 8-13 мм. Плоды — семянки. Произрастает в Бразилии (ареал от Баии на севере до южных штатов Парана, Риу-Гранди-ду-Сул, Санта-Катарина), Аргентине.
Впервые описан шведским ботаником Густафом Мальме в 1904 году.